# Левина (певица)
Изабелла Левина Луэн (нем. Isabella Levina Lueen; род. 1 мая 1991, Бонн, Германия), более известная как Левина — немецкая певица и автор песен. Она представляла Германию на конкурсе Евровидение 2017 года в Киеве с песней «Perfect Life», где заняла 25 место с 6 баллами.

## Биография
Левина родилась в Бонне, и была воспитана в Хемнице. Она присутствовала на доктор Вильгельм Андре-гимназии, и закончила Impington Village College в Кэмбридже, Великобритания со степенью Международный Бакалавриат в 2009 году. Затем Левина переехала в Лондон, где она получила степень бакалавра в Королевском колледже Лондона .
В 2016 году Левина была объявлена в качестве одного из 33 участников для конкурса «Unser Song 2017». 6 января 2017 года была подтверждена как одна из пяти финалистов. Во время шоу Левина исполнила кавер «When We Were Young». Она закончила продвижение к финалу, исполняя песни «Wildfire» и «Perfect Life». Немецкая общественность пошла на выбор последней песни в качестве победителя. Левина исполнит «Perfect Life» на Евровидении 2017 года в Киеве. Поскольку Германия является членом «большой пятерки», она автоматически перейдет к финалу, который состоялся 13 мая 2017 года.